# Yamauchi Kazutoyo
Kazutoyo Yamauchi (山内一豊, [やまうちかつとよ] Erro: {{japonês}}: texto da transliteração contém caractere não latino (pos 1) (ajuda), também escrito Yamanouchi , 1546 - 1 de novembro de 1605) foi daimyō do final do período Sengoku da História do Japão, filho de Yamanouchi Moritoyo da Província de Owari.  Yamauchi detinha o título de Tosa no kami.

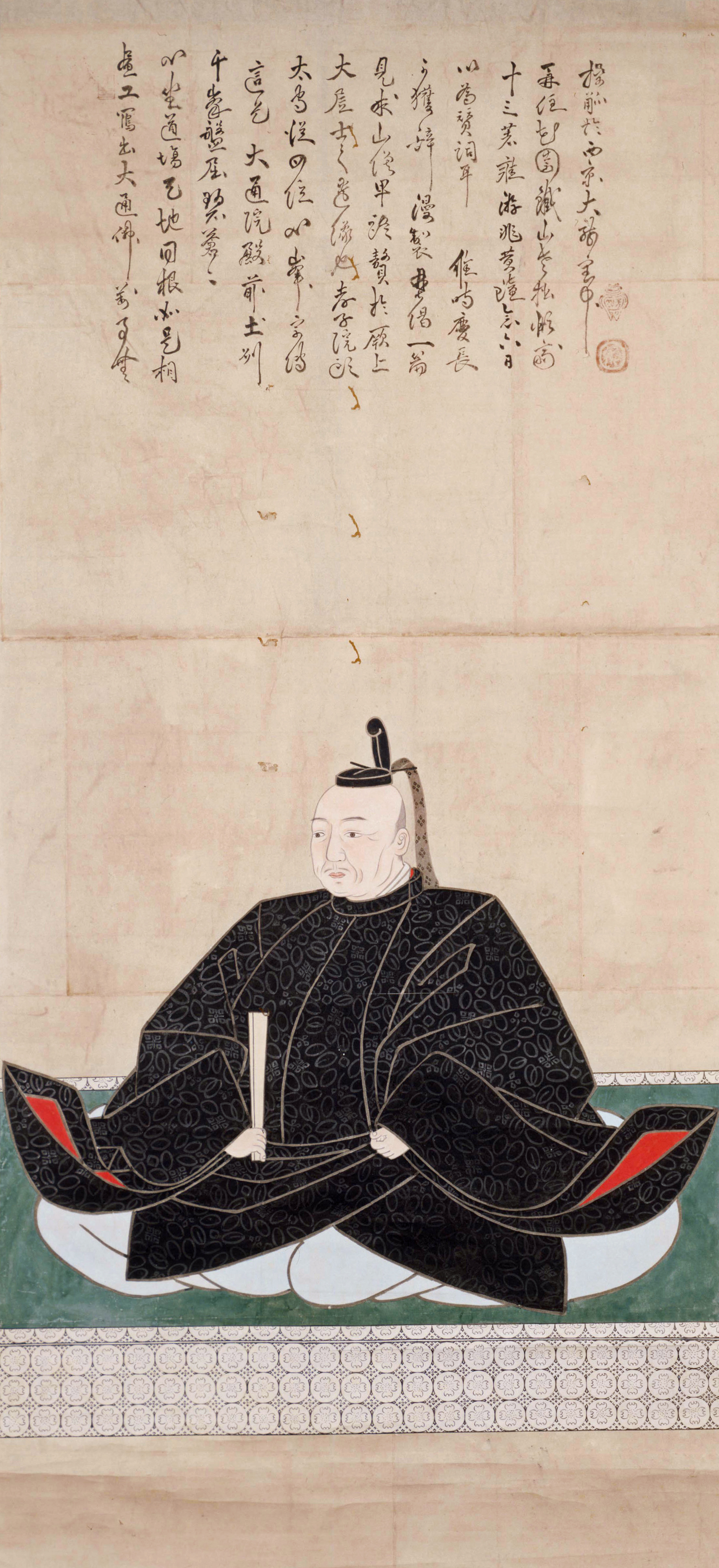
Yamauchi Kazutoyo

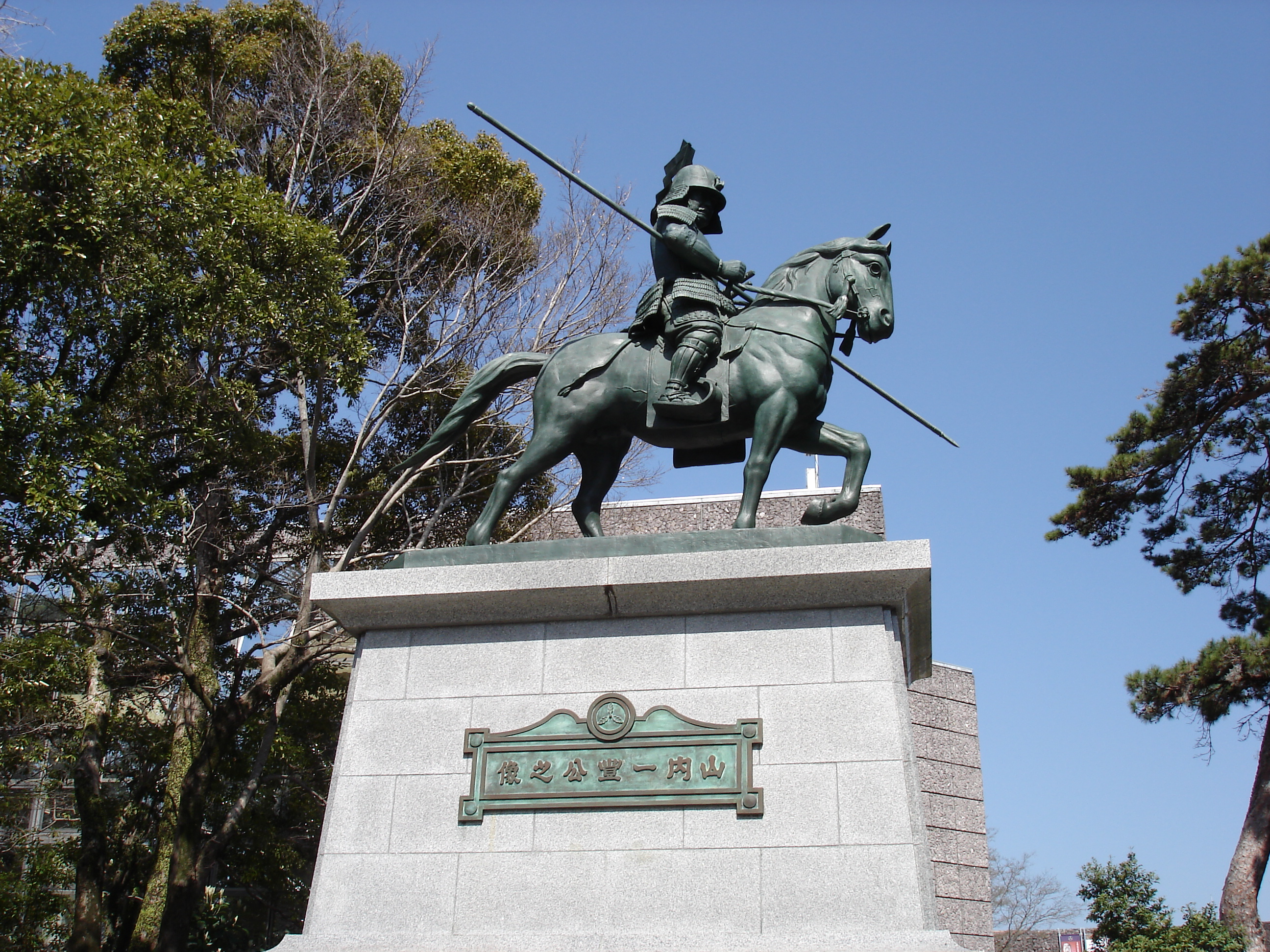
Estatua de Bronze de Yamauchi em Kōchi

Yamauchi era vassalo de Oda Nobunaga entre 1565-1582,  ano em que Nobunaga foi assassinado. Yamauchi lutou na Batalha de Anegawa e na Batalha de Nagashino. Após a morte de Nobunaga, Yamauchi foi  vassalo de Toyotomi Hideyoshi. Sendo recompensado por isso com o Domínio de Kakegawa com renda de 50.000 koku. Na Batalha de Sekigahara em 1600, Yamauchi apoiou Tokugawa Ieyasu , levando mais de 2.000 homens nessa batalha, e capturou o Castelo Gifu. Como recompensa por suas conquistas, Yamauchi recebeu o Domínio de Tosa. Foi responsável por acabar com os rebeldes de Tosa, e para isso contou com o auxílio de Ii Naomasa , que enviou Suzuki Hyoe para esta finalidade  .
Yamauchi construiu o Castelo Kōchi. Apenas quatro anos depois de se tornar Daimyō de Tosa, faleceu de morte natural em torno de 60 anos de idade, e foi sucedido por seu sobrinho Tadayoshi.
| Precedido por Ninguém             | Daimyō de Kakegawa 1590-1600 | Sucedido por Matsudaira Sadakatsu |
| Precedido por Chōsokabe Morichika | Daimyō de Tosa 1601-1605     | Sucedido por Yamauchi Tadayoshi   |